# Liste der Countys in Hawaii
Der US-Bundesstaat Hawaii ist in fünf Countys unterteilt (Einwohnerzahlen Stand: 2020). Alle wurden im Jahr 1905 gegründet. 
| County          | FIPS Code | County Seat | Namensherkunft                             | Bevölkerung | Fläche     | Lage |
| --------------- | --------- | ----------- | ------------------------------------------ | ----------- | ---------- | ---- |
| Hawaii County   | 001       | Hilo        | Hawaii Big Island                          | 200.629     | 13.175 km² |      |
| Honolulu County | 003       | Honolulu    | Honolulu, die Hauptstadt des Bundesstaates | 1.016.508   | 5.509 km²  |      |
| Kalawao County  | 005       | keiner      | Vom Dorf Kalawao                           | 82          | 36 km²     |      |
| Kauai County    | 007       | Lihue       | Kaua'i, die größte Insel des Countys       | 73.298      | 3.279 km²  |      |
| Maui County     | 009       | Wailuku     | Maui, die größte Insel des Countys         | 164.754     | 6.213 km²  |      |